# Circarama
Циркорама (англ. Circarama) — кругорамная кинематографическая система, а также кинотеатр с панорамным экраном, окружающим весь зрительный зал.
Система созданная в 1955 году Уолтом Диснеем предусматривала использование одиннадцати обращаемых 16-мм киноплёнок «Кодахром» для создания изображения с горизонтальным углом обзора 360°. Готовый короткометражный фильм демонстрировался на замкнутом цилиндрическом экране, обеспечивая эффект присутствия, недостижимый в обычном кинотеатре. Зрители располагались внутри экрана стоя и имели возможность кругового обзора.

## Технология
Для съёмки использовались 11 киносъёмочных аппаратов «Кодак», закреплённых на общем «риге» (опоре) и механически синхронизированных. Каждый аппарат оснащался объективом с фокусным расстоянием 15 мм, обеспечивавшим горизонтальный угол 32,7°. Оптические оси смежных аппаратов составляли угол 32°43', при этом соседние кадры незначительно перекрывали друг друга. Для проекции применялись 11 кинопроекторов, рассчитанных на киноплёнку 16-мм. Весь экран разделён на 11 равных частей, отделённых друг от друга чёрными вертикальными полосами шириной 15 сантиметров, чтобы замаскировать стыки между соседними изображениями. В середине полос располагались окна для проекторов, расположенных в аппаратной, огибающей зал кольцом. Каждый кинопроектор показывает свою часть изображения на экран, расположенный напротив.
Нечётное количество плёнок и экранов позволяет установить каждый кинопроектор точно напротив соответствующего экрана и исключить геометрические искажения, возникающие при косой проекции.
Первый кинотеатр этой системы был построен в «Диснейленде» в Калифорнии и обладал экраном диаметром 12 и высотой 2,4 метров. Звуковое сопровождение воспроизводилось с отдельной магнитной ленты шириной 17,5 мм и содержало четырёхканальный звук, подаваемый на раздельные громкоговорители, расположенные за киноэкраном. Такая фонограмма позволяла достичь объёмности и иллюзии следования звука за изображением.
В конце 1950-х годов студия Диснея модернизировала систему съёмки и проекции «Циркорамы» в связи со съёмками фильма по заказу фирмы «FIAT» об Италии. Киносъёмочные аппараты «Кодак» были заменены камерами «Arriflex» с более короткофокусными объективами Taylor-Hobson 12,5 мм. Это позволило уменьшить количество аппаратов и плёнок до 9 и так же упростить систему проекции. Новые объективы имели больший угол поля зрения по горизонтали — 40°, и, соответственно — увеличенный обзор по вертикали. Это позволило использовать более широкие экраны.
Низкая световая отдача 16-мм кинопроекторов и слабая детализация узкой киноплёнки заставили использовать для демонстрации 35-мм позитивную киноплёнку, печать на которую с 16-мм негатива производилась оптическим способом с увеличением.

## Кинотеатры
Кругорамные фильмы были короткометражными и носили видовой характер.
Первый фильм «Путешествие по Западу» (англ. A Tour of the West), снятый по системе «Циркорама», был показан в день открытия парка Диснейленд 17 июля 1955 года. 
В 1958 году на территории американского павильона на Всемирной выставке в Брюсселе открылся второй кинотеатр, работающий по этой системе. Диаметр кинозала составил 13,5 метров, а высота экрана — 2,7 метров.
Третий кинотеатр, аналогичный первому в Диснейленде, работал в июле и августе 1959 года на американской выставке в Москве. В нём демонстрировался фильм «Путешествие по Западу», дополненный съёмками в Вашингтоне. Ожидаемый приезд «Циркорамы» в Москву послужил толчком к разработке отечественной кругорамной системы «Круговая кинопанорама», и строительству первого советского панорамного кинотеатра «Мир», открытого одновременно с американской выставкой. 
Всего по оригинальной системе «Циркорама» (одиннадцать 16-мм киноплёнок) было снято два фильма: «Путешествие по Западу» в 1955 году и «Прекрасная Америка» (англ. America the beauty) в 1958.
Дальнейшее совершенствование «Циркорамы» привело к использованию для фильмокопий 35-мм киноплёнки, на которую изображение печатали с негатива 16-мм. Открывшиеся в 1960 году в Турине и в 1964 году в Лозанне кинотеатры были оснащены девятью 35-мм кинопроекторами и работали по обновлённой системе. Объёмный звук «Циркорамы» на Всемирной выставке в Лозанне обеспечивала группа швейцарских специалистов «Choreophonic Sound», в которую входил композитор Бернард Шуле, дирижер Седрик Дюмон и звукорежиссёр Питт Линдер.
Со временем «Циркорама» трансформировалась в систему Circle-Vision 360°, использовавшую 35-мм киноплёнку в том числе для съёмки. Кинотеатр в Диснейленде, закрытый в 1961 году, в 1967 открылся уже под новым названием.